# Gloucester Point (Virginia)
Gloucester Point es un lugar designado por el censo situado en el condado de Gloucester, Virginia  (Estados Unidos). Según el censo de 2010 tenía una población de 9.402 habitantes.

## Demografía
Según el censo del 2000, Gloucester Point tenía 9.429 habitantes, 3.787 viviendas, y 2.715 familias. La densidad de población era de 434,4 habitantes por km².
De las 3.787 viviendas en un 32,5%  vivían niños de menos de 18 años, en un 56,7%  vivían parejas casadas, en un 10,9% mujeres solteras, y en un 28,3% no eran unidades familiares. En el 22,3% de las viviendas  vivían personas solas el 8,2% de las cuales correspondía a personas de 65 años o más que vivían solas. El número medio de personas viviendo en cada vivienda era de 2,49 y el número medio de personas que vivían en cada familia era de 2,9.
Por edades la población se repartía de la siguiente manera: un 24,4% tenía menos de 18 años, un 7,8% entre 18 y 24, un 30,9% entre 25 y 44, un 25,1% de 45 a 60 y un 11,8% 65 años o más.
La edad media era de 38 años.  Por cada 100 mujeres de 18 o más años  había 93,2 hombres.
La renta media por vivienda era de 45.536$ y la renta mediana por familia de 52.888$. Los hombres tenían una renta media de 35.855$ mientras que las mujeres 26.306$. La renta per cápita de la población era de 20.536$. En torno al 8,6% de las familias y el 8,9% de la población estaban por debajo del umbral de pobreza.

## Localidades adyacentes
El siguiente diagrama muestra a las localidades más próximas a Gloucester Point.